# Lista de inscrições ao Oscar de melhor filme de animação em 2003
Esta é lista das inscrições ao Oscar de melhor filme de animação para a edição de 2003, sendo concedido pela primeira vez em 2002. Um longa-metragem de animação é definido pela Academia de Artes e Ciências Cinematográficas com duração de mais de 40 minutos. Cinco de dezessete filmes inscritos foram indicados, sendo Sen to Chihiro no Kamikakushi o ganhador desta edição.

## Inscrições
| Filme                             | Estúdio(s)                      | Diretor(es)                   | País(es)       | Resultado      |
| --------------------------------- | ------------------------------- | ----------------------------- | -------------- | -------------- |
| Adam Sandler's Eight Crazy Nights | Happy Madison Productions       | Seth Kearsley                 | Estados Unidos | Não indicado   |
| Alibaba & the Forty Thieves       | Pentamedia Graphics             | Usha Ganesarajah              | Índia          | Não indicado   |
| Eden                              |                                 | Andrzej Czeczot               | Polónia        | Não indicado   |
| Hey Arnold!: The Movie            | Nickelodeon Movies Snee-Oosh    | Tuck Tucker                   | Estados Unidos | Não indicado   |
| Ice Age                           | Blue Sky Studios                | Chris Wedge                   | Estados Unidos | Indicado       |
| Jonah: A VeggieTales Movie        | Big Idea Entertainment          | Phil Vischer Mike Nawrocki    | Estados Unidos | Não indicado   |
| Lilo & Stitch                     | Walt Disney Feature Animation   | Chris Sanders Dean DeBlois    | Estados Unidos | Indicado       |
| El bosque animado                 | Dygra Films                     | Manolo Gómez Ángel de la Cruz | Espanha        | Não indicado   |
| Mutant Aliens                     | Plymptoons                      | Bill Plympton                 | Estados Unidos | Não indicado   |
| The Powerpuff Girls Movie         | Cartoon Network Studios         | Craig McCracken               | Estados Unidos | Não indicado   |
| The Princess and the Pea          | Swan Productions                | Mark Swan                     | Estados Unidos | Não indicado   |
| Return to Never Land              | Disneytoon Studios              | Robin Budd                    | Estados Unidos | Não indicado   |
| Spirit: Stallion of the Cimarron  | DreamWorks Animation            | Kelly Asbury Lorna Cook       | Estados Unidos | Indicado       |
| Sen to Chihiro no Kamikakushi     | Studio Ghibli                   | Hayao Miyazaki                | Japão          | Ganhou o Oscar |
| Stuart Little 2                   | Columbia Pictures               | Rob Minkoff                   | Estados Unidos | Não indicado   |
| Treasure Planet                   | Walt Disney Feature Animation   | Ron Clements John Musker      | Estados Unidos | Indicado       |
| The Wild Thornberrys Movie        | Nickelodeon Movies Klasky Csupo | Cathy Malkasian Jeff McGrath  | Estados Unidos | Não indicado   |